# Mahonie
Mahonia (Mahonia aquifolium) este un arbust decorativ de mici dimensiuni, până la 1 m, din familia berberidacee, originar din America de Nord, cu frunze imparipenat-compuse, pieloase, persistente și în timpul iernii, cu foliole cu marginile spinos-dințate, pe față verzi întunecate lucitoare, care toamna devin purpurii. Florile sunt galbene grupate în raceme, fiecare cu 9 sepale și 6 petale, iar fructele bace, de culoare albăstruie. Cultivată în România și Republica Moldova ca plantă ornamentală prin parcuri, grădini și cimitire.
Numele genului Mahonia este dat în onoarea botanistului și horticultorului american Bernard McMahon (1775-1816). Numele speciei aquifolium provine din latinescul aqui sau acer = ascuțit + folium = frunze, adică cu frunze ascuțite la vârf.

## Descrierea

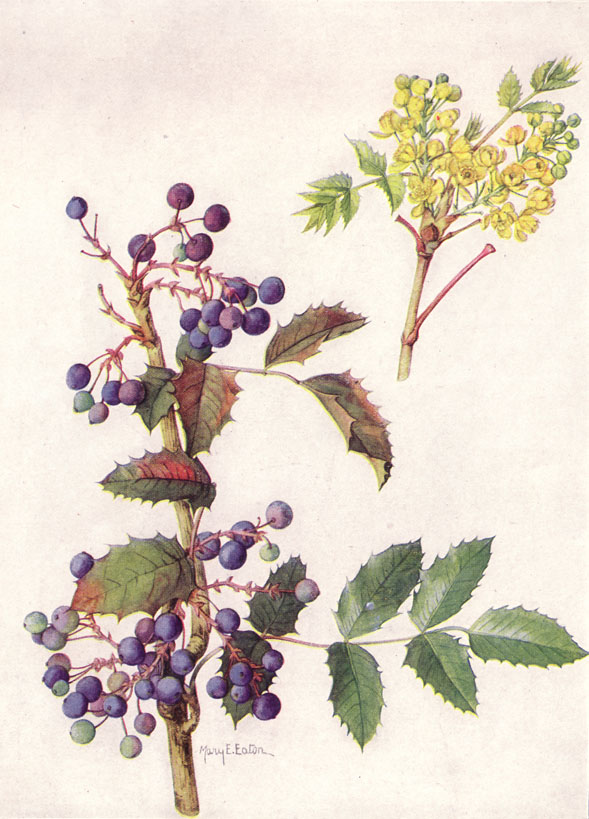
Ilustraţie

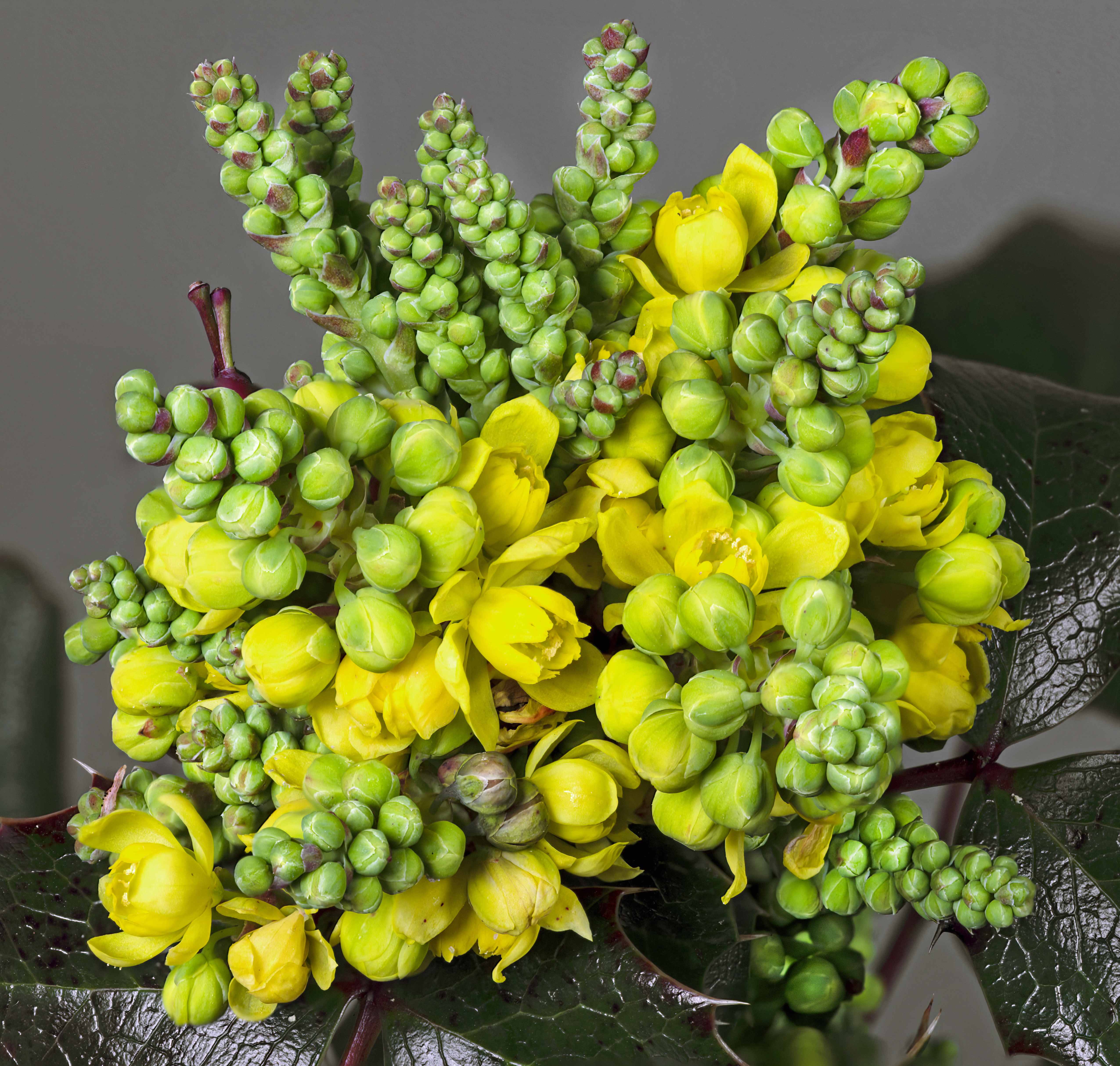
Inflorescenţă

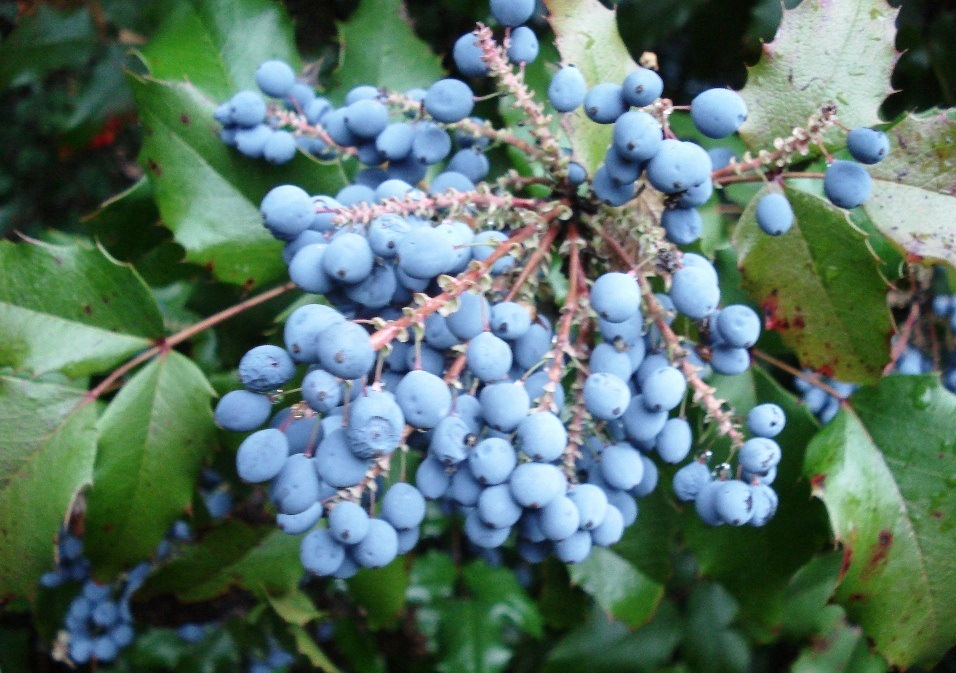
Fructe

- Mahonia este un arbust de mici dimensiuni, cu o înălțime de până la 1 m. Formează tufe dese de 1,5 m în diametru, cu ramuri cenușii, neghimpoase și lujeri tineri verzi.[1][2][3][4][5][6]

- Frunzele lungi de 10-20 cm sunt persistente și în timpul iernii (sempervirescente), alterne, imparipenat-compuse, cu 5-9 foliole. Foliole sunt ovate, până la oblong ovate, de 4-8 cm lungime, sesile, cu vârful acut (ascuțit), la bază rotunjite sau trunchiate, pe margini sinuat și spinos dințate, vara pe față verzi-închise, lucioase, mai rar mate, glabre, rigide, coriacee (pieloase), verzi-deschise pe dos; în toamnă devin purpurii, iar iarna vineții sau roșietice. În timpul iernilor prea geroase, o parte din frunze se usucă.[1][2][3][4][5][6]

- Florile sunt hermafrodite, mici, de circa 8 mm în diametru, de culoare galbenă, cu 6 petale și 9 sepale concave, 6 stamine și un pistil și lasă un miros greu, neplăcut. Ele sunt grupate în inflorescențe dense, în formă de raceme multiflore, fasciculate, erecte, de 5-8 cm lungime, la vârful lujerilor. Mahonia înflorește devreme, prin aprilie-mai.[1][2][3][4][5][6]

- Fructele sunt bace alungit-elipsoidale, negre-albăstrui, brumate (acoperite cu un praf ceros și glauc), de 9,5 mm lungime și cca 8 mm în diametru, cu 2-5 semințe. Ele se coc în august-septembrie. Semințele sunt alungite, castaniii, lucioase, de 4,5 mm lungime și 2,3 mm lățime. Într-un kg sunt 5 mii de fructe sau 100.000 de semințe. Greutatea a 1000 semințe constituie 7,5-11,5 g.[1][2][3][4][5][6]

- Numărul de cromozomi este 2n = 28.[5]

## Arealul
Mahonia este o specie exotică originară din regiunile temperate ale Americii de Nord, unde crește ca arbust de pădure. Ea este răspândită în nord-vestul Statelor Unite (California, Oregon etc.) și Columbia Britanică din Canada.
Este cultivată în Europa, inclusiv în România și Republica Moldova, ca arbust ornamental, prin parcuri și grădini.

## Ecologia
Mahonia preferă preferă stațiuni deschise, însorite, dar vegetează bine chiar și în locuri ușor umbrite. Pretinde soluri revene (cu o umiditate ridicată), bogate în humus și umiditate atmosferică moderată sau ridicată.
Este rezistentă la secetă și față de gerurile de iarnă, dar are nevoie de acoperire cu resturi vegetale pe timpul iernii, deoarece suferă la geruri excesive. Tolerează poluarea cu fum și gaze, dar este sensibilă față de poluanții cu fluor.

## Înmulțirea
Mahonia se înmulțește de obicei prin semințe care se seamănă toamna, imediat după recoltare, sau primăvara-iarna, care necesită o stratificare la ger pe timp de iarnă.
Se mai înmulțește prin drajoni și butași din lăstari de un an. Butășirea se face prin iulie sau august, în răsadnițe reci,  deoarece drajonează; drajonii care au format deja rădăcini pot fi despărțiți prin diviziunea tufelor și repicați toamna sau primăvara devreme pentru formare.

## Importanța
Mahonia are importanță ornamentală, medicinală, meliferă și alimentară.

### Importanța ornamentală
Are o importanță ornamentală deosebită. În România se cultivă frecvent ca arbust ornamental, izolat sau în grupuri, în toate tipurile de spații verzi, de la câmpie până la munte, prin parcuri, grădini și cimitire, pe marginea aleilor, pe peluze și pe taluzuri  pentru formarea boschetelor, gardurilor vii, păstrându-și frunzele și în timpul iernii și ca ramuri cu frunze, pentru aranjamente florale de iarnă. Poate fi introdusă în stațiuni adăpostite, deoarece suferă la geruri excesive. Suportă tunderea.

### Importanța meliferă
Are o importanță economico-apicolă mică. Albinele culeg nectarul și polenul din florile mahoniei. Producția de miere este relativ mică, 20-50 kg/ha.

### Importanța medicinală

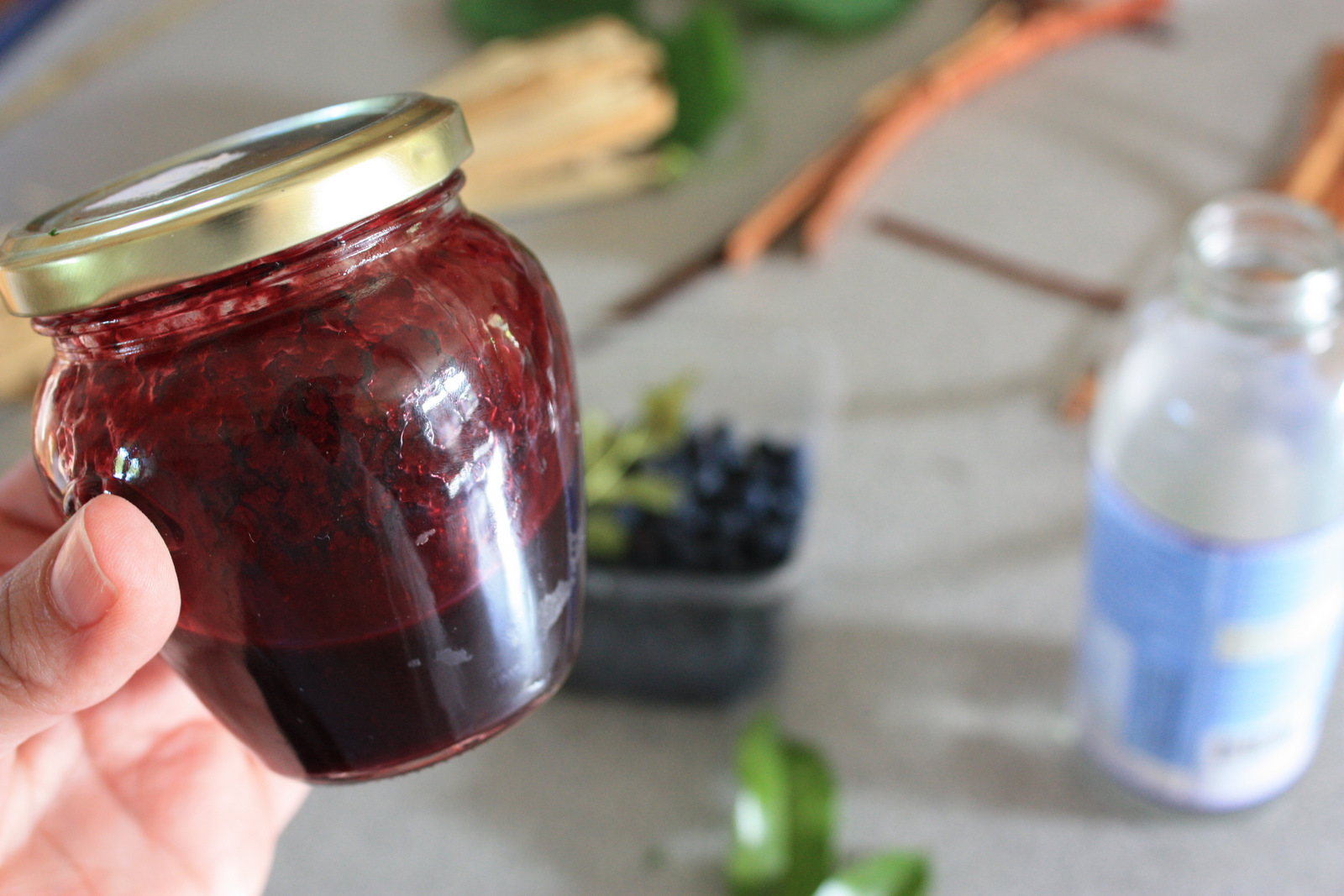
Jeleu din fructe de mahonie

Rădăcinile mahoniei conțin un număr mare de alcaloizi, printre care unii au proprietăți farmacologice: berberină, berbamina și oxiacantina cu acțiune hipotensivă, tonică, diuretică, bacteriostatică, antiinflamatoare. Ei sunt folosiți în homeopatie pentru tratamentul afecțiunilor dermatologice - eczeme, psoriazis, dermatită atopică sau ca tonice, diuretice.

### Importanța alimentară
Fructele mahoniei sunt comestibile, ele sunt bace negre-albăstrui cu un gust ușor acru, fiind consumate în gemuri și jeleuri, dar și cu vin sau lichior. Crude, ele sunt foarte acide și amare. Sămânța este însă toxică, deoarece conține alcaloizi.

## Galerie

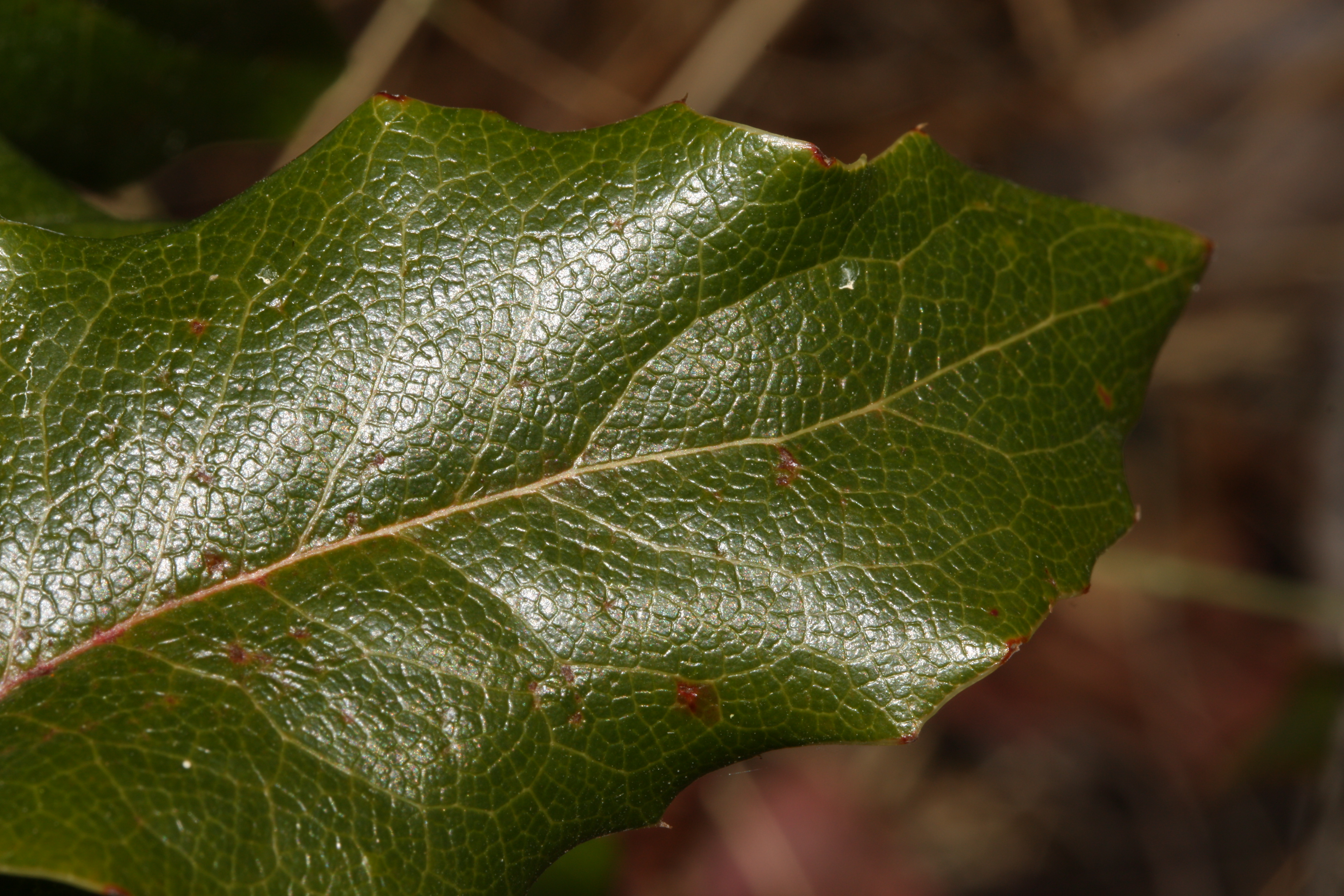
Partea superioară a frunzei
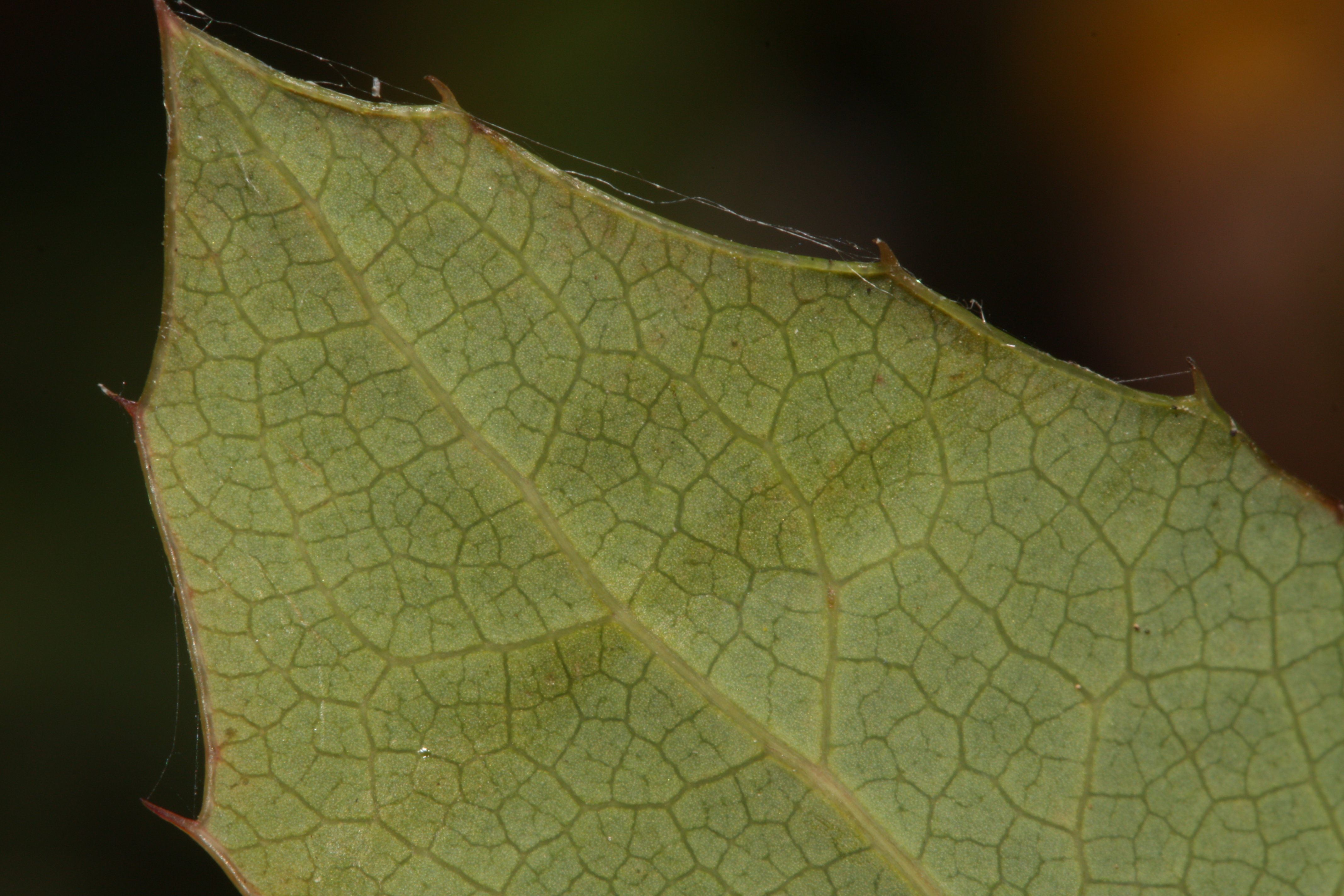
Partea inferioară a frunzei
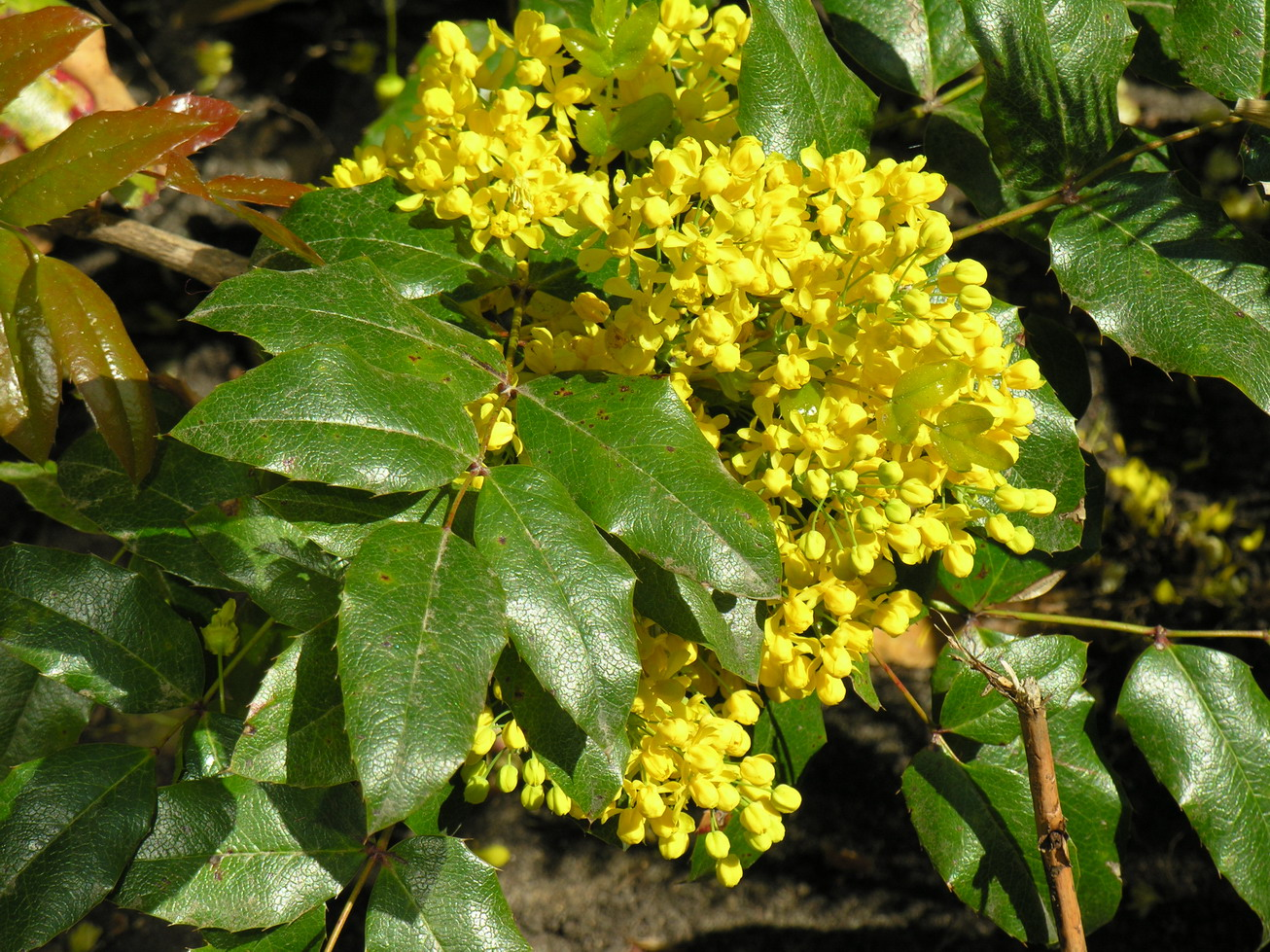
Inflorescență
Floare (mărită)
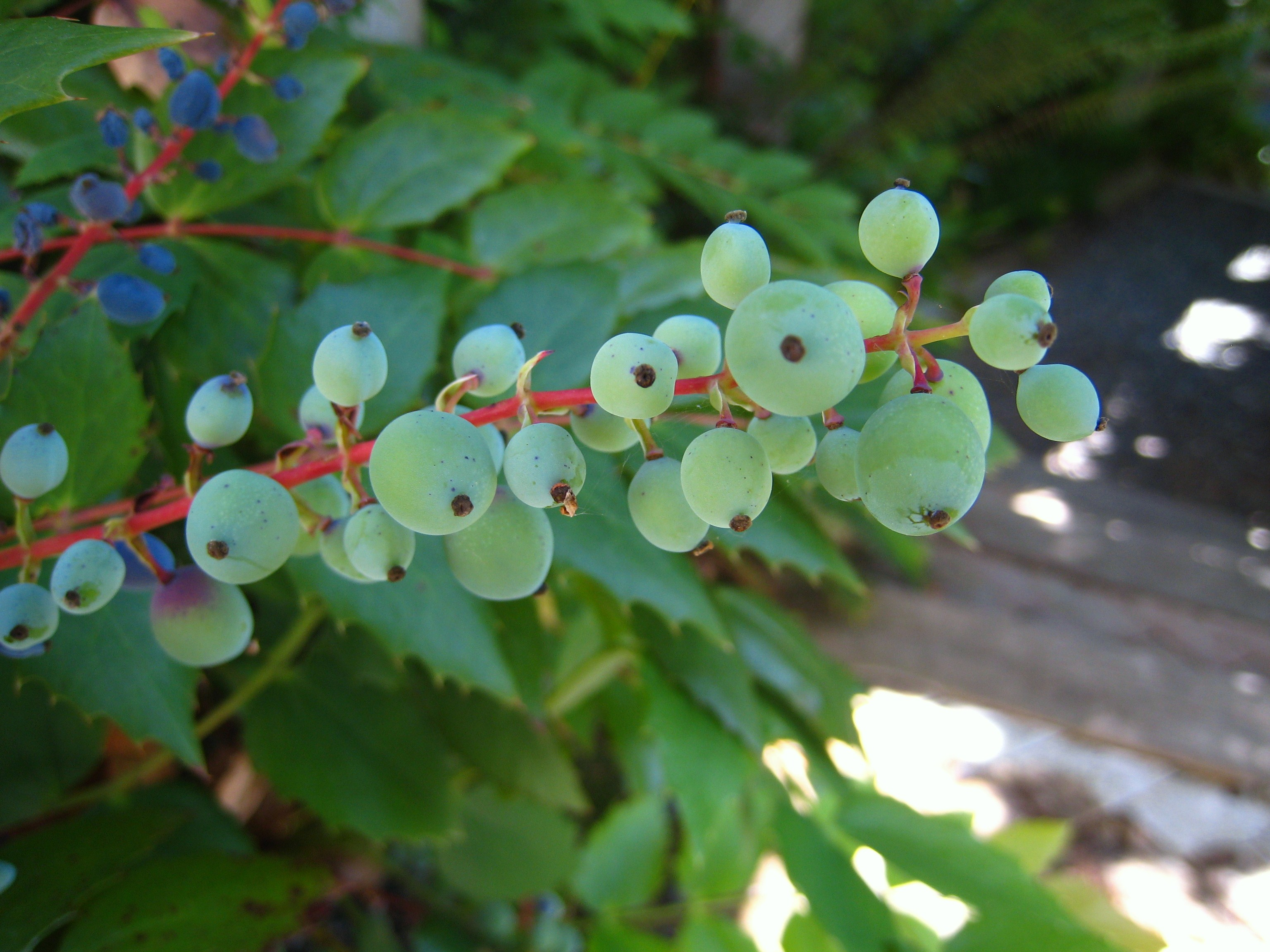
Fructe